# 기쿠치 다케미쓰
기쿠치 다케미쓰(일본어: 菊池 武光, きくち たけみつ)는 일본 가마쿠라 시대(鎌倉時代) 말기에서 남북조 시대(南北朝時代)에 걸쳐 활약했던 무장이다. 히고 기쿠치 씨(肥後菊池氏) 제15대 당주로 제12대 당주 기쿠치 다케토키(菊池武時)의 아들이다(아홉째 아들이라고도 한다).

## 생애

### 기쿠치 소료(惣領) 계승
히고국(肥後国) 마시키 군(益城郡) 도요타 장(豊田庄) 출신으로, 유약했던 동생 다케히토를 대신해 고코쿠(興国) 6년/조와(貞和) 원년(1345년)에 아소 고레즈미(阿蘇惟澄)와 함께 기쿠치 씨의 거성(居城) 후카와 성(深川城)을 북조 세력으로부터 탈환하였다. 이를 계기로 기쿠치 일족 가운데서 두각을 드러내게 되고, 훗날 와이후 성(隈府城)에 들어와 당주 다케히토를 유폐해버리고 다케미쓰 자신이 당주가 된다.
이후 남조(南朝) 고다이고 천황(後醍醐天皇)의 황자로써 세이세이다이쇼군(征西大将軍)으로 규슈로 파견되었던 가네요시 친왕(懐良親王)을 구마베 산성(隈部山城)으로 맞이하고, 규슈(九州)에서 남조 세력으로써 정서부(征西府)의 확대에 힘썼다. 쇼헤이(正平) 6년/간노(観応) 2년(1351년) 지쿠고국(筑後国)으로 진출해 세력을 확대하고, 쇼헤이 8년/분나(文和) 2년(1353년) 2월에는 북조(北朝)의 규슈 단다이(九州探題) ・ 잇시키 노리우지(一色範氏)와 쇼니 요리히사(少弐頼尚)의 다툼에 개입, 지쿠젠 하리스루바루(針摺原)에서 잇시키 노리우지의 규슈 단다이 군세를 격파한다(하리스루바루 전투). 7월에 다시금 지쿠젠 이이모리 산(飯盛山)에서 잇시키 군세를 격파하고 이어 쇼헤이 9년/분나 3년(1354년)부터 분고(豊後)・히젠(肥前) 등지로 진출하여 오토모 우지야스(大友氏泰)를 항복시키고 잇시키 노리우지를 나가토로 쫓아내고, 규슈에서 남조 세력의 우세를 확립하였다.
잇시키 노리우지는 쇼헤이 11년/엔분(延文) 원년(1356년) 10월에 규슈를 다시금 공격하였으나, 다케미쓰는 부젠(豊前)에서 이를 격파하였다. 이로써 잇시키 노리우지는 규슈 제압을 단념하고 교토로 귀환해버리게 되었다. 쇼헤이 13년/엔분 3년(1358년) 1월 아버지 노리우지를 대신해 단다이가 된 잇시키 다다우지(一色直氏)가 또 다시 도전해 왔으나 다케미쓰는 이마저 격퇴하고, 나아가 11월에는 휴가국(日向国)의 북조측 무장 하타케야마 다다아키(畠山直顕)마저 격파, 마침내 규슈 지역에서 아시카가의 세력을 거의 일소해버리게 된다.

### 지쿠고 강 합전
그러나 외래 세력이었던 규슈 단다이가 몰락하고 이제까지 남조 군세에 복속하고 있던 쇼니 씨 ・ 오토모 씨 등은 다시금 반남조세력으로 돌아서버렸고, 쇼헤이 14년/엔분 4년(1359년) 3월에는 오토모 우지토키(大友氏時)의 공격으로 패배하기도 하였다. 그러나 세력을 회복해 우지토키를 격파하고, 7월에는 가네요시 친왕을 끼고 남조측 군세의 총력을 들어 지쿠고로 진군, 쇼니 요리히사에 결전을 걸었다. 남조측 군은 고라 산(高良山)에 진을 치고 여기에 맞서 쇼니 군세는 지쿠고 강(筑後川) 우측 둔치의 아지사카(味坂)에 진군하였다.
지쿠고 강 합전 또는 오호바루(大保原) 합전이라고도 불리는 전투에서 기쿠치 군세 4만、쇼니 군세 6만이 동원되었다고 전하며, 7월 19일 기쿠치 군세가 지쿠고 강을 건너는 것을 시작으로 쇼니 군세가 오호바루로 물러난 뒤, 양측은 일진일퇴의 공방이 이어졌다. 8월 7일에 양측 군세의 주력이 격돌하였다. 이 날의 격전은 남조 군세의 총수였던 가네요시 친왕이 세 곳에 중상을 입을 정도로 격렬하였으나, 다케미쓰를 비롯한 남조측 무장들의 분전으로 끝내 남조측의 승리로 끝났다. 쇼니 군세는 총대장인 요리히사의 아들 다다스케(直資)를 비롯해 2만여 명의 사상자를 내고 다자이후로 패주했고, 기쿠치측도 다케미쓰의 조카였던 다케아키라(菊池武明)나 기쿠치 일족의 아카보시 다케누시(赤星武貫) 등이 전사하는 등 많은 사상자를 냈기에 쇼니측을 추격할 여력이 되지 못하였다.
오늘날 일본 구마모토현(福岡県) 미이 군(三井郡) 다치아라이 정(大刀洗町)의 이름은 지쿠고 강 합전 이후 상처를 입은 다케미쓰가 자신의 칼에 묻은 피를 작은 강물에 씻었다(「다치아라이」太刀洗)는 데에서 생겨났다고 전한다. 이밖에 지쿠고 강의 옛 전장(戦場) 부근에는 「다이쇼즈카」(大将塚)、「센닌즈카」(千人塚)、「고반키즈카」(五万騎塚) 등 지쿠고 강 합전에서 유래한 지명이 상당수 남아 있다.

### 정서부 확립
지쿠고 강 전투에서 승리한 뒤 다케미쓰는 북조 군세의 일소를 추진하였고 쇼헤이 16년/고안(康安) 원년(1361년) 7월에 몸소 규슈의 「수부」(首府)로 일컬어지던 다자이후 제압에 나섰고, 성공했다. 8월에는 다자이후를 잃고 완강하게 저항하던 쇼니 씨도 본거지 우치 산성(有智山城)을 버리고 분고의 오토모에게로 달아났고, 가네요시 친왕이 다자이후에 입성한다. 정서부도 이곳으로 옮겨오면서 「가네요시 친왕 - 기쿠치 다케미쓰」에 의한 규슈 지배 체제를 확립하게 된다.
쇼니 씨 군세의 참패 소식에 일관되게 북조 군세가 압도적이었던 교토(京都)의 정계는 크게 흔들리기 시작했고, 쇼군(将軍) 아시카가 요시아키라(足利義詮)는 오토모 우지토키에게 쇼니 요리히사와 협력해 정서부를 공격할 것을 명하는 동시에 막부의 최고실력자였던 시바 다카쓰네(斯波高経)의 아들 우지쓰네(氏経)를 새로운 규슈 단다이로 규슈로 파견하였다. 또한 고코곤 천황(後光厳天皇)은 다케미쓰의 무위(武威)를 두려워해서 「진제이노미야(鎮西宮, 가네요시 친왕) 및 기쿠치 다케미쓰 이하 흉도(凶徒)를 추토할 것」을 명하는 윤지(綸旨)를 내렸다.
쇼헤이 17년/조지(貞治) 원년(1362년) 8월、다케미쓰는 그때까지도 정서부에 항복하지 않고 있던 오토모 우지토키를 공격했고, 동생 다케요시(武義)를 정서부의 유수로 삼으면서 자신은 부젠 ・ 분고 방면으로 출진하였다. 이 틈을 타서 단다이 시바 우지쓰네가 아들 마쓰오마루(松王丸)를 대장으로 쇼니 후유스케(少弐冬資) 등에게 다자이후를 습격하게 하였다. 그러나 다자이후 수비를 맡고 있던 다케요시는 부상을 입어가면서 이를 막아내는데 성공했고, 이 사이에 다케미쓰도 부젠에서 말을 달려 돌아와 구원에 나섰으며 일족인 조 다케아키(城武顕)와 함께 규슈 단다이 군세를 쳐부수었다. 죠자가하라 전투(長者原の戦い)이다. 시바 우지쓰네는 이 패배 소식을 접하고 전의를 상실한 채 이듬해 봄에 교토로 도망쳐 돌아오고 말았다.
그 뒤로도 가네요시 친왕과 다케미쓰가 거느린 정서부의 무위는 더욱 높아갔고 쇼헤이 20년/조지 4년(1365년) 시바 우지쓰네를 대신해 규슈 단다이로 취임한 시부카와 요시유키(渋川義行)도 규슈 땅에는 한 발짝도 내딛지 못한 채 교토로 돌아오는 등, 쇼헤이 16년/고안 원년의 다자이후 입성 이후 11년 동안 정서부는 규슈에서 그 세력의 절정을 이루었다.

### 동쪽 정벌의 좌절
규슈 지역을 거의 남조 일색으로 물들여가던 가네요시 친왕과 다케미쓰는 그 세력을 바탕으로 동쪽으로의 진격까지 결의하였다. 마침 교토에서도 쇼군 요시아키라가 사망하고 어린 나이의 요시미쓰(義満)가 그 뒤를 이었으므로 이를 호기라 여긴 정서부는 쇼헤이 23년/오안 원년(1368년) 2월 동정(東征)의 군세를 일으켜 나가토(長門) ・ 스오(周防) 방면으로 진군을 개시하였다. 일본 전국 각지에서 남조측이 열세를 보이던 가운데 규슈에서만큼은 압도적인 우위를 드러내고 있던 정서부는 당시 남조 세력의 마지막 희망이었고 『북비전지』(北肥戦誌)나 『진서요략』(鎮西要略)에 따르면 이때 정서부의 동정군은 기쿠치 씨(菊池氏) ・ 하라다 씨(原田氏) ・ 이토 씨(伊東氏) ・ 아키즈키 씨(秋月氏) ・ 시마즈 씨(島津氏) ・ 미하라 씨(三原氏) ・ 구사노 씨(草野氏) ・ 마쓰라 씨(松浦氏) ・ 호시노 씨(星野氏) ・ 히라도 씨(平戸氏) ・ 지바 씨(千葉氏) ・ 오무라 씨(大村氏) ・ 야마가 씨(山鹿氏) 등의 규슈의 유력 씨족을 따르는 7만 기에 달한다는 대규모 군세였다.
그러나 남조 군세의 기사회생을 노린 일대 계획은 정서부 군세가 세토우치(瀬戸内) 지방의 제해권을 완전히 확보하지 못한 상태에서 이루어졌고 북조측으로 돌아선 오우치 씨(大内氏)에 의해 시모노세키(下関) 부근에서 진군이 막혀버렸고 거꾸로 큰 손해를 입고 패배를 맛보아야만 했다. 결국 이로 인해 정서부 군세에 의한 동정(東征) 계획은 산산조각으로 흩어져버리고 말았다. 다자이후로 패주했던 가네요시 친왕과 다케미쓰도 규슈에서의 정서부의 위세를 유지하고는 있었지만, 이후 정서부는 차츰 쇠퇴해갔다.

### 다자이후 함락
한편 잇시키 부자나 시바 우지쓰네 ・ 시부카와 요시유키가 잇따라 단다이의 임무에 실패하고 애를 끓던 북조는 명장으로 이름 높던 이마가와 사다요(今川貞世, 이마가와 료슌)을 새로운 규슈 단다이로 임명해 파견하기로 결정했다. 이마가와 사다요는 겐토쿠(建徳) 2년/오안 4년(1371년) 2월에 교토를 떠나 오던 도중에 막부에 원군을 요청하러 상경 중이던 쇼니 씨 등의 규슈 무가를 대동시키고 조카 이마가와 나카아키(今川仲秋)를 히젠 방면으로 보내고, 또한 아들 이마가와 요시노리(今川義範)를 분고 방면으로 보내는 등 규슈 공략을 위한 방책을 하나하나 진행해 나갔다. 사다요 자신은 11월 후반에 시모노세키에 이르렀다. 이러한 이마가와 사다요의 움직임을 경계한 다케미쓰는 분고로 들어온 이마가와 요시노리를 공격하고 가네요시 친왕의 아들이라 전하는 이쿠라노미야(伊倉宮)를 받들고 요시노리가 농성하고 있던 다카자키 산성(高崎山城)을 포위하였다. 그러나 다카자키 산성의 방어는 굳건했고 이 사이에 모리 씨(毛利氏) ・ 깃카와 씨(吉川氏) 등 주고쿠(中国) 지방의 호족의 조력을 얻은 이마가와 사다요는 시모노세키에서 몬지(門司)로 상륙했고, 히젠으로 진군해 있던 이마가와 나카아키도 지쿠젠으로의 진군을 개시하였다. 이렇게 단다이 군은 당장 정서부의 「수부」였던 다자이후를 넘볼 듯한 강한 기세를 보이기 시작하였다.
이 정보를 들은 다케미쓰는 분추(文中) 원년/오안 5년(1372년) 정월에 다카자키 산성의 포위를 풀고 서둘러 지쿠젠으로 귀환했고, 2월에 적남(嫡男) ・ 기쿠치 다케마사(菊池武政)를 이마가와 나카아키 군을 제압하기 위해 히젠으로 보내어 나카아키 군세에 대한 반격을 도모했지만 도리어 나카아키 군세의 지쿠젠 침입을 허용해버리고 말았다. 단다이 군세는 다시 세력을 떨치게 되었고 이마가와 사다요는 하카타(博多)、나아가 하카타와 다자이후 사이의 요소인 다카미야(高宮)를 제압하고 차츰 다자이후를 향해 군세를 내보냈고, 규슈 ・ 주고쿠(中国)의 여러 무장들과 합류하면서 다자이후 북부의 사노 산(佐野山)에 진을 치고서 4월부터 8월까지 다자이후를 포위하였다.
규슈 ・ 주고쿠 무장들의 군세를 합쳐 압도적인 대군을 이루게 된 이마가와 사다요의 규슈 단다이 군세 앞에 가네요시 친왕이나 다케미쓰 등은 다자이후에서 농성을 이어나가면서 규슈 각지의 남조 세력의 봉기를 기대하였으나, 기쿠치 다케야스(菊池武安)의 지쿠고 공세 등도 실패하는 등 전황은 정서부에 불리하게 돌아갔고, 8월 10일부터 규슈 단다이 군세는 다자이후에 대해 총공세를 개시하였다. 이 전투에서 양측 군세는 서로 뒤엉켜 격렬한 전투가 되었으나 다음날 다케야스가 지키고 있던 우치 산성이 함락되고 12일에 다자이후의 방위 유지가 어렵게 된 상황에서 가네요시 친왕과 다케미쓰를 비롯한 정서부 군세는 다자이후를 버리고 지쿠고 국의 고라 산으로 도망쳐야 했다. 가네요시 친왕이 다자이후로 입성하고 11년에 걸쳐 규슈에서 패권을 떨치던 정서부는 그렇게 사실상의 붕괴를 맞이했다.

### 다케미쓰의 죽음
다자이후에서 쫓겨난 뒤에도 고라 산은 전략적 요충지였기 때문에 대규모 군사력을 끼고 있던 이마가와 사다요도 쉽사리 공격하기 어려웠다. 다케미쓰도 다케마사나 다케야스에게 명해 지쿠고 강 북안에 진을 치고 있던 규슈 단다이 군세를 공격하였으나 지쿠고 강을 채 건너지도 못하고 양측 군세는 교착 상태에 빠졌다. 이 고라산 공방전이 한창이던 분추 2년/오안 6년(1373년) 11월 16일에 다케미쓰는 사망하였다. 사망 당시 나이는 알 수 없으나 일설에는 52세였다고 한다.
다케미쓰가 죽은 뒤에 적남 다케마사가 기쿠치 씨의 소료가 되었으나 반년 뒤인 분추 3년/오안 7년(1374년) 5월 26일에 사망하고, 얼마 지나지 않아 고라 산도 함락되어, 정서부의 쇠퇴는 결정적인 상황에 놓이게 되었다.

## 근대 일본의 기쿠치 다케미쓰 현창

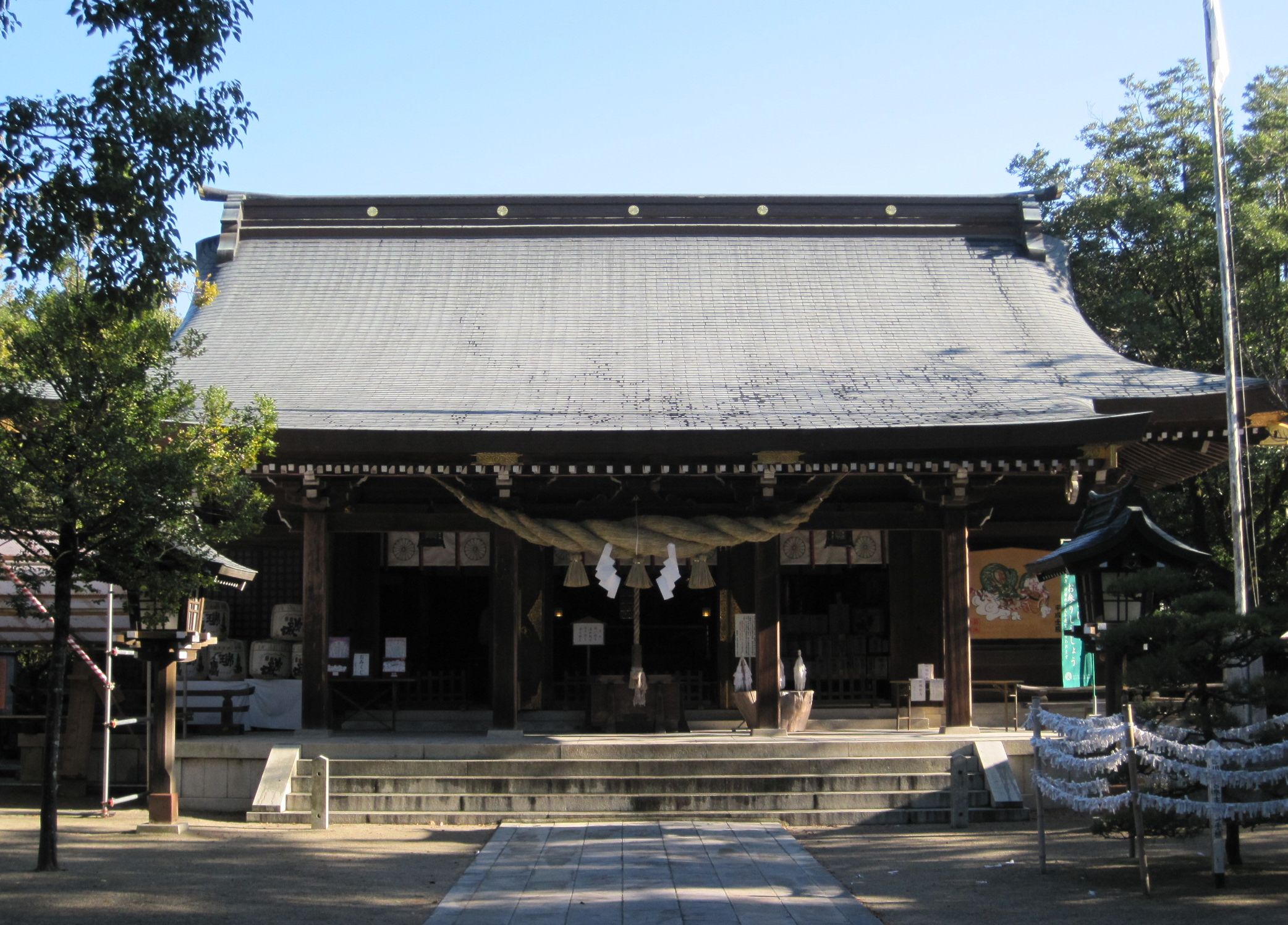
기쿠치 신사

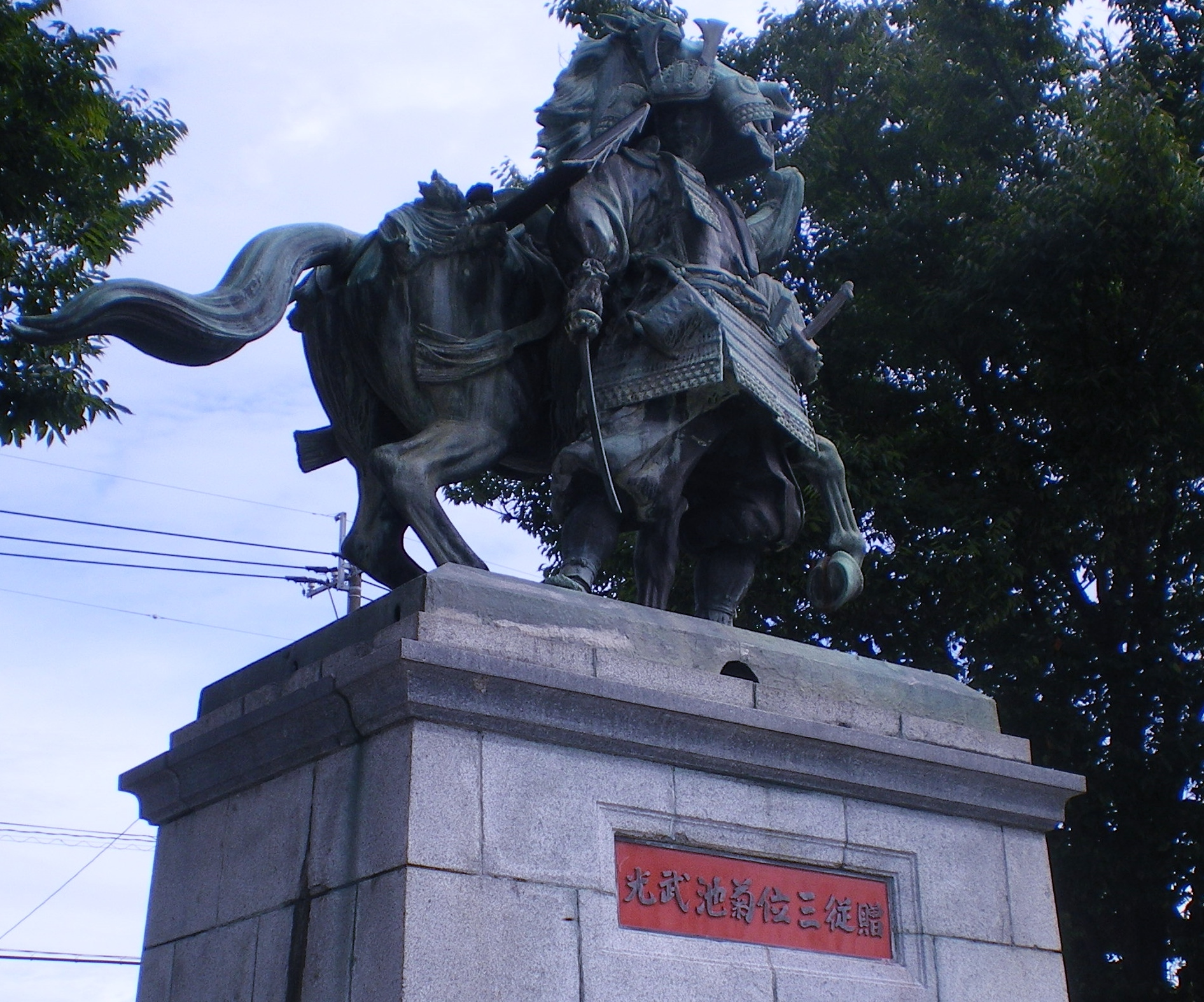
기쿠치 다케토시의 동상(다치아라이 공원 경내)

메이지 시대(明治時代)에 구마모토현 기쿠치시(菊池市)에 기쿠치 신사(菊池神社)가 세워지고, 다케미쓰의 아버지 다케토키나 형 다케시게와 함께 다케미쓰는 신으로써 모셔졌다. 1902년(메이지 35년)에는 남조에 대해 충성을 바친 것에 대한 포상으로써 종3위가 추증되었다. 한편 그 자손도 다케미쓰를 비롯한 조상의 움직임으로 남작(男爵)의 작위를 받았다고 한다.
이 밖에 지쿠고 강 전투의 옛 전장이었던 다치아라이 정의 다치아라이 공원(大刀洗公園, 별칭 기쿠치 공원)이나 기쿠치 씨의 본거지였던 구마모토현 기쿠치 시의 기쿠치 공원에 동상이 세워지기도 했다.

## 참고 문헌
- 平泉澄『菊池勤王史』（菊池氏勤王顕彰会、1941年）
- 熊本県『熊本県史料・中世編第一』（熊本県、1961年）
- 杉本尚雄『菊池氏三代』（吉川弘文館、1966年）
- 川添昭二『今川了俊』（吉川弘文館、1964年）
- 川添昭二『菊池武光』（戎光祥出版、2013年）
- 今谷明・藤枝文忠編『室町幕府守護職家事典〔上〕』（新人物往来社、1988年）
- 阿蘇品保夫『菊池一族』（新人物往来社、1990年）